# Damasippoides erythropterus
Damasippoides erythropterus is een insect uit de orde Phasmatodea en de  familie Damasippoididae. De wetenschappelijke naam van deze soort is voor het eerst geldig gepubliceerd in 1906 door Redtenbacher.